# Nuno Gomes Nabiam
Nuno Gomes Nabiam (Bissau, 17 novembre 1966) è un politico guineense, primo ministro della Guinea-Bissau dal 28 febbraio 2020 all’8 agosto 2023.